# JN-25
 (février 2025).
JN-25 est le nom donné par les cryptanalystes alliés au chiffre opérationnel de la marine impériale japonaise durant la Seconde Guerre mondiale.

## Principe
Le JN-25 (pour « Japanese Navy 25 ») est un chiffrement par substitution à répertoire couplé à un chiffrement symétrique. 
Le chiffreur ouvre le répertoire des groupes-codes, comprenant de 20 000 à 30 000 entrées, selon la version. Chaque entrée est un mot, un groupe de mots, une phrase conventionnelle, le nom d'une unité, le nom d'un lieu, etc. À chaque entrée correspond un groupe-code de 5 chiffres, et un seul. Le chiffreur code le message à l'aide des groupes-codes en ligne sur une rangée horizontale.
Chaque groupe-code est ensuite chiffré, par addition d'un groupe-clef de 5 chiffres. L'addition est effectuée sans retenue. Les groupes-clefs sont listés dans un autre manuel, qui contient 300 tables additives à 100 groupes, ce qui fait 30 000 points de départ possible. En principe, le point de départ est pris au hasard. De façon symbolique, (Groupe code) + (groupe-clef) = (groupe surchiffré).
L'ensemble des groupes surchiffrés constitue le message surchiffré. Les coordonnées du point de départ des groupes-clefs sont indiquées au début du message (ex. p. 16, colonne 3, rangée 7 = 1637) avec d'autres données, déguisées ou non (date-heure d'émission, nombre de groupes surchiffrés, etc.). Le message est passé aux opérateurs radio. Il est émis en morse, chaque chiffre de 0 à 9 est remplacé par une lettre : ONZSMATRWV.
À l'autre bout du réseau, les opérateurs radio notent le message en chiffres. Le déchiffreur note le point de départ des groupes-clefs dans le manuel des tables additives. Il effectue des soustractions sans retenues. Par sécurité, il vérifie que la somme des chiffres de chaque groupe-code obtenu est divisible par 3. De façon symbolique, (Groupe surchiffré) - (groupe-clef) = (groupe-code).
À  l'aide du répertoire, le chiffreur convertit les groupes-codes.

## Tentatives
Du côté allié, le message est enregistré et recopié. Il y a des trous, il manque des chiffres, voire des groupes entiers.
Dès 1939, les spécialistes en cryptanalyse britanniques, néerlandais, australiens et américains s'intéressent à ce code d'un type considéré comme dépassé depuis 1917. Cependant, les messages sont encore trop peu nombreux pour donner prise à une analyse en profondeur basée sur les mots probables. Les services alliés ne décryptent que 10 % des messages au maximum, les plus simples. La guerre change la donne.
Les deux livres (groupes-codes et groupes-clefs) ont été modifiés plusieurs fois, mais pas assez souvent pour interdire la reconstitution partielle des tables. Le système aurait été fiable, si le livre des groupes-clefs (tables additives) avait été utilisé de manière plus aléatoire. Mais le caractère fastidieux du chiffrement et du déchiffrement amène les chiffreurs à faire trop souvent partir les groupes-clefs du même endroit.
À la veille de la bataille de la mer de Corail, un tiers du trafic JN-25, mais le plus important, est décrypté par la station d'Hawaï de l'OP-20-G.

## Succès alliés
La bataille de la mer de Corail, la bataille de Midway et l'interception de l'avion de l'amiral Yamamoto sont des succès à mettre sur le compte du déchiffrement des messages codés par le JN-25.
Des messages déchiffrés ont prévenu les Britanniques des grands raids de l'aéronavale japonaise contre Ceylan. Plus tard, d'autres déchiffrements permettront l'attaque des bases navales de Sumatra par les porte-avions britanniques. En mai et juin 1945, dans la baie du Bengale, d'autres succès de la Royal Navy seront aussi à mettre sur le compte des déchiffrements du JN-25.